# Anatolij Tarabrin
Anatolij Pjotrovitj Tarabrin (på russisk: Анатолий Пётрович Тарабрин) (28. juni 1935 - 11. februar 2008) var en russisk roer fra Smolensk.
Tarabrin vandt en bronzemedalje for Sovjetunionen ved OL 1960 i Rom i disciplinen firer uden styrmand, sammen med Jurij Batjurov, Valentin Morkovkin og Igor Akhremtjik. Den sovjetiske båd sikrede bronzemedaljen efter en finale, hvor USA vandt guld, mens Italien fik sølv. Det var det eneste OL han deltog i.
Tarabrin vandt desuden en EM-sølvmedalje i firer uden styrmand ved EM 1961 i Prag.

## OL-medaljer
- 1960:  Bronze i firer uden styrmand